# Битва на Сомме

Кафедральный собор в Амьене, заложенный мешками с песком от немецких бомб. 1916 год.

Битва на Сомме (англ. Battle of the Somme, фр. Bataille de la Somme, нем. Schlacht an der Somme) — битва на французском театре Первой мировой войны армий Британской империи и Французской республики против Германской империи. Состоялась с 1 июля по 18 ноября 1916 года на обоих берегах реки Соммы. Битва при Сомме — одна из крупнейших битв в ходе Первой мировой войны, в которой было убито и ранено более 1 000 000 человек, что делает её одной из самых кровопролитных битв в истории человечества.
Наступление французско-британских армий было запланировано на межсоюзнической конференции в Шантийи в декабре 1915 года. Союзники договорились о скоординированном по срокам и целям наступлении против Центральных держав летом 1916 года французской, русской, британской и итальянской армий. Основную роль в наступлении на Сомме играли части британского экспедиционного корпуса, на южном фланге наступление поддерживали французы.
Битва показала важность военно-воздушных сил. Впервые в мире на Сомме были применены танки. Несмотря на их техническую слабость и тактические ошибки в применении, результат был впечатляющим и показал перспективность этого вида оружия.
Германская оборона была продавлена на фронте 35 км и в глубину до 10 км. Германии пришлось создавать новую линию обороны. Стратегическая инициатива полностью перешла от Центральных держав к Антанте. Германские потери на Сомме и под Верденом сказались на моральном духе и боеспособности германской армии и имели неблагоприятные для правительства Германии политические последствия.

## Планирование и подготовка операции

Британские солдаты в окопе

Операция на реке Сомме — один из элементов согласованного плана Антанты на 1916 год, скоординировавшего крупные летние наступления союзников на русском, итальянском и французском театрах военных действий (ТВД). По решению межсоюзнической конференции в Шантийи, русская и итальянская армии должны были перейти в наступление 15 июня, а французская и английская армии — 1 июля 1916 г.
Одобренный 10 февраля план предусматривал проведение большой операции силами трёх французских и двух английских армий (64 дивизии) с целью разгрома германских армий на севере Франции. Гибель десятков французских дивизий в «верденской мясорубке» привела к значительной коррекции плана в мае. Фронт прорыва сокращался с 70 до 40 км, главная роль отводилась английской 4-й армии генерала Роулинсона (16 дивизий), французская 6-я армия генерала Файоля (18 дивизий) наносила вспомогательный удар, английская 3-я армия генерала Алленби выделяла для наступления один корпус (2 дивизии). Общее руководство операцией было возложено на французского генерала Фоша.
Операция планировалась как тяжёлое и длительное сражение с методическим прорывом германской обороны путём последовательного захвата одного рубежа за другим по принципу «артиллерия опустошает, пехота наводняет». Материально-техническая подготовка к операции велась 5 месяцев, была развёрнута необходимая инфраструктура, накоплены запасы от 1700 до 3000 снарядов на орудие в зависимости от калибра. Артиллерия на участке прорыва достигала 3500 стволов, авиация — свыше 300 самолётов. Все дивизии прошли тактическую подготовку с отработкой на местности атаки под защитой огневого вала.
Размах подготовки к операции не позволил осуществить её скрытно, но германский генеральный штаб считал, что англичане не способны вести масштабное наступление, а французы слишком обескровлены под Верденом.
Германскую оборону на участке прорыва занимала 2-я армия генерала фон Белова (8 дивизий). Три позиции обороны достигали в глубину 7-8 км, укреплялись около двух лет, включали убежища из бетона, блиндажи до 10 м в глубину, систему опорных пунктов, каждая позиция прикрывалась проволочными заграждениями шириной до 30-40 м.

## Ход операции

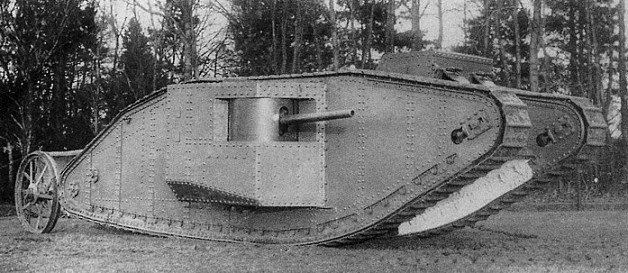
Британский тяжёлый танк Mark I

Артиллерийская подготовка началась 24 июня, продолжалась семь дней и имела характер методического разрушения германской обороны. Первая оборонительная позиция была разрушена в значительной степени, были выведены из строя 50 % артиллерийских батарей. За время артподготовки германская оборона была усилена тремя дивизиями и тридцатью батареями тяжёлой артиллерии.
Организовывалось «равновесное военное решение задачи прорыва обороны, при котором и артиллерия, и пехотные части в примерно одинаковых количествах распределяются вдоль всей полосы наступления». Наступление задумывалось с особенным вниманием на организацию взаимодействия наступающей пехоты и артиллерии. Была выдвинута идея огневого сопровождения продвижения пехоты. «В отношении темпа переноса артиллерийского огня в глубину обороны противника в приказах было использовано словосочетание „медленное течение“: наводчикам орудий было приказано производить перенастройку прицелов так, чтобы дальность огня не возрастала со скоростью большей, чем 45 метров в минуту, обеспечивая „медленное перемещение огневой завесы“. В то же время пехоте приказывалось, в случае, если та достигнет объекта своей боевой задачи раньше, чем по нему нанесёт удар артиллерия, перед началом атаки остановиться и выждать, пока своё дело не сделают артиллерийские снаряды. Пушки должны были прокладывать дорогу пехоте, и, чтобы обеспечить выполнение этой задачи, к штурмовым батальонам прикреплялись артиллерийские офицеры — корректировщики огня, задачей которых было корректировать стрельбу по разрывам снарядов на позициях противника».
Артиллерийская подготовка задумывалась огромной силы. В итоге англо-французское командование обратило своё внимание на широкий участок фронта по обе стороны от небольшой реки Сомма в Северной Франции. «Германские позиции оборудовались здесь в течение 2 лет и представляли собой высокий образец использования техники и военно-инженерного искусства. Колючая проволока, бетон, безопасные помещения для гарнизона, скрытая фланговая оборона пулемётами, деревни и леса, обращённые в своего рода маленькие крепости, — таков в общем характер укреплённых позиций германцев, которых они имели две полосы в 2—3 км одна от другой и начали строить третью». Для уничтожения немецких позиций были использованы минные галереи; всего в первый день наступления было организовано 19 минных взрывов большой мощности. Другим средством, которое должно было послужить прорыву укреплённого фронта, были танки, но к началу наступления они не были готовы и были применены только впоследствии. Из-за отвлечения значительной части сил под Верден англо-французское командование было вынуждено уменьшить ширину фронта прорыва до 40 км. 24 июня была начата артиллерийская подготовка, 1 июля последовало наступление. Первоначально наступление развивалось успешно. Это во многом было обусловлено тем, что немецкое командование недооценило силу удара, поскольку считало, что в условиях продолжения немецкого наступления под Верденом противник не обладает достаточными силами. Хотя подготовка наступления была известна для немецкого командования, но оно рассматривало это готовящееся наступление как вспомогательный удар, который должен был только облегчить положение союзников под Верденом и на русском фронте. В результате сила удара оказалась для него в определённой мере неожиданной. Артиллерийская подготовка огромной силы в значительной мере уничтожила немецкую оборону, после чего в атаку пошли волны пехоты.
1 июля англичане и французы перешли в наступление. Английские правофланговые корпуса заняли первую позицию германской обороны, но четыре других корпуса, атакуя густыми волнами, понесли огромные потери от пулемётного огня и были отбиты. В первый же день британцы потеряли 21 тысячу солдат убитыми и пропавшими без вести и более 35 тысяч ранеными. Особенно велики были потери среди офицеров, чья форма заметно отличалась от рядового и сержантского состава. Французская 6-я армия добилась большего успеха, захватив местами две позиции германской обороны. Части 35-го корпуса взяли Барлё, но столь стремительное движение не предусматривалось графиком наступления, и решением генерала Файоля они были отведены назад. Французы возобновили наступление 5 июля, но немцы уже укрепили оборону пятью свежими дивизиями, восстановили систему сплошного огня и заграждений. В июле-октябре французы потеряли несколько тысяч человек, штурмуя Барлё, но так и не смогли взять его.
Наступление развивалось медленно и ценой больших потерь. К концу июля англичане ввели в бой четыре новых дивизии, а французы — пять. Но и Германия была вынуждена перебрасывать на Сомму все больше войск, в том числе из-под Вердена. К 17 июля было переброшено дополнительно 13 дивизий, а к концу июля ещё 9 дивизий. В августе в операции участвовали 51 дивизия союзников против 31 германской дивизии, 500 самолётов союзников против 300 германских самолётов.
В июле-сентябре на русском театре военных действий развивалось наступление Юго-Западного фронта против австрийской армии (Брусиловский прорыв), Германия была вынуждена прийти на помощь союзнику, и её возможности по маневрированию силами между фронтами были заметно ограничены. В августе весь германский резерв составляла одна дивизия. Германская армия уже не могла вести одновременно две крупных операции на французском театре военных действий, и 2 сентября было прекращено наступление под Верденом.

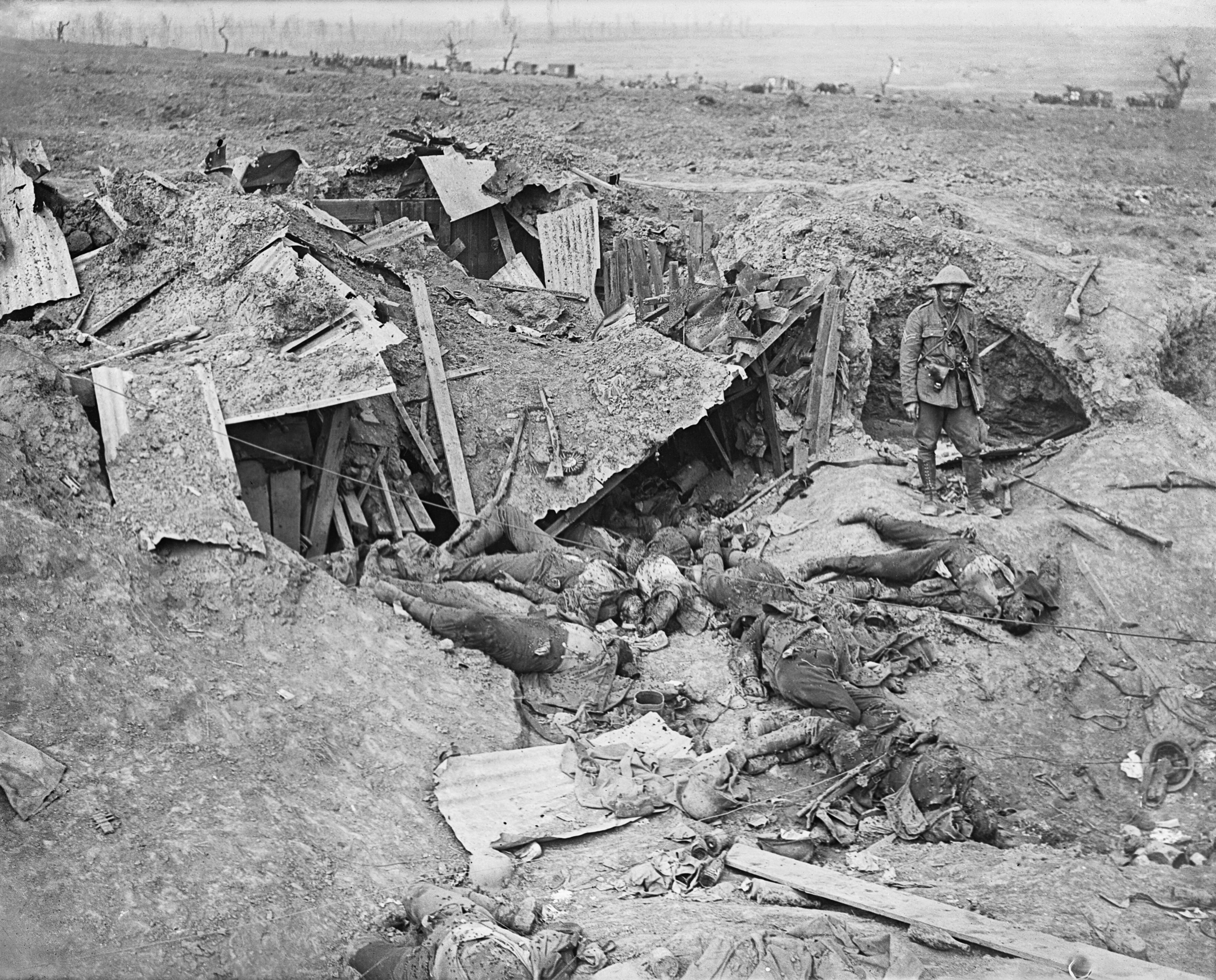
Тела немецких солдат, сентябрь 1916

После почти двухмесячной борьбы на истощение союзники подготовили новое масштабное наступление, которое началось 3 сентября. После мощной артподготовки, в которой участвовали свыше 1900 только тяжёлых орудий, две британские и две французские армии (58 дивизий) перешли в наступление против трёх германских армий (40 дивизий), которыми командовал кронпринц Руппрехт Баварский.
В ожесточённых десятидневных боях англо-французские войска углубились на 2-4 км в германскую оборону. 15 сентября англичане впервые применили в атаке танки. Хотя реально в атаке смогли принять участие только 18 танков из планировавшихся 50, и наступали они разрозненно на фронте 10 км, их психологическое воздействие на германскую пехоту было огромным. В результате англичане смогли продвинуться на 5 км за 5 часов атаки — весьма значительный результат при преодолении укреплённой обороны.
В ходе атак 25-27 сентября англо-французские войска взяли гребень господствующих высот между реками Сомма и Анкр, что позволило закрепить достигнутые за три месяца результаты. Октябрьские бои приняли форму частных атак с ограниченными целями, и к середине ноября бои на Сомме прекратились из-за предельного истощения сторон.

## Итоги операции

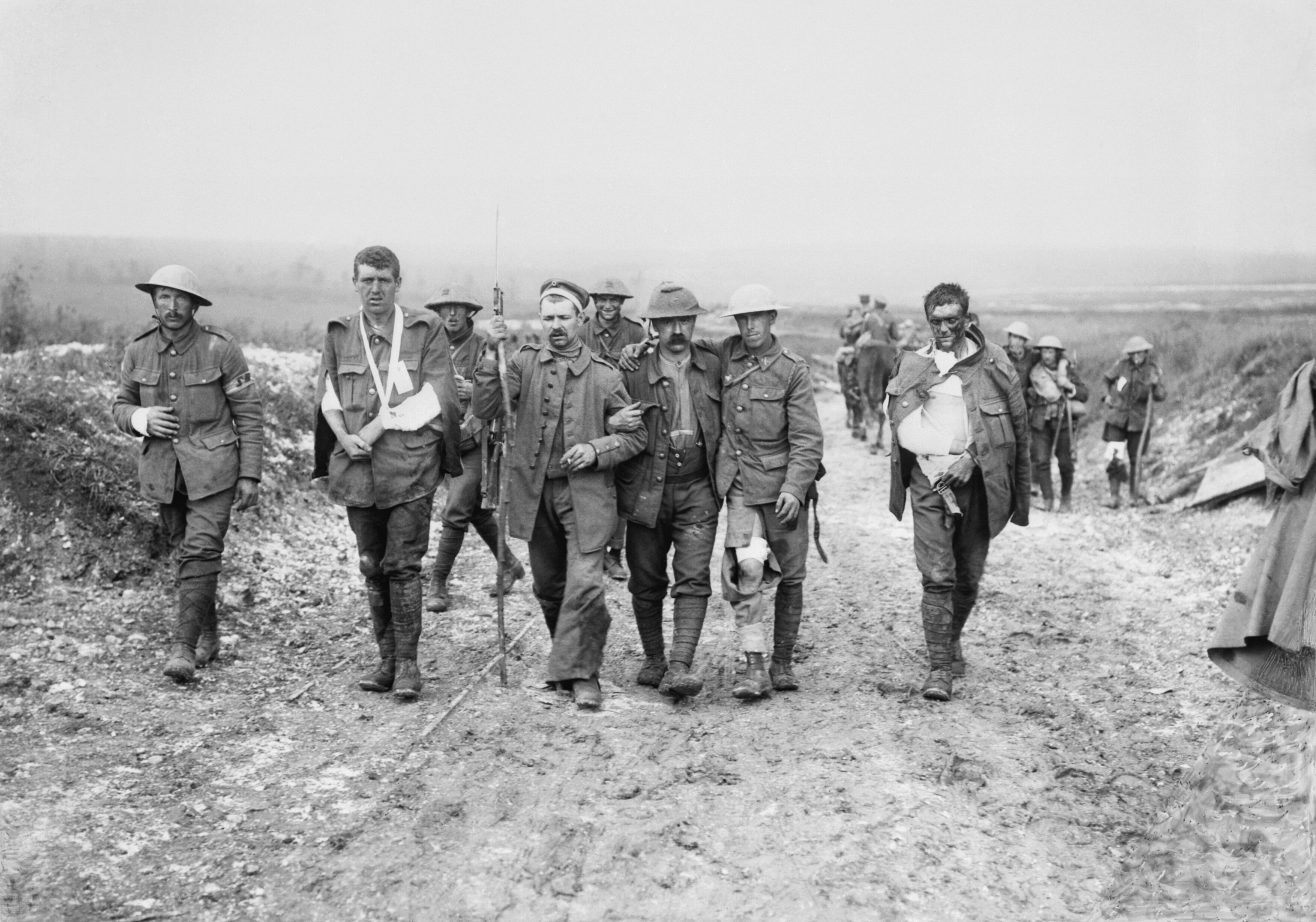
19 июля 1916.

Англо-французская наступательная операция на реке Сомме стала одной из крупнейших в Первой мировой войне. В течение четырёх месяцев в ней участвовали 51 британская, 32 французских, 67 германских дивизий, до десяти тысяч орудий, одна тысяча самолётов.
Союзникам удалось продавить германскую оборону на фронте 35 км и в глубину до 10 км. По оценке А. М. Зайончковского, «германцы были оттеснены с хорошо укреплённой своей позиции на Сомме, и это было предвестником их будущего отступления на тыловую позицию, к подготовке которой (Линия Гинденбурга) они и приступили». В феврале 1917 года германские войска были отведены на линию Гинденбурга, таким образом союзникам удалось в конечном счёте занять большую территорию.
Обе стороны понесли в операции огромные потери: французы — 204 253 человека, британцы — 419 654 человека, всего 623 907 человек, в том числе 146 131 человек — убитыми и пропавшими без вести. Средние потери 51 британской дивизии, участвовавшей в сражении, достигли 80 %. Германские потери оцениваются в 465—600 тысяч человек, в том числе 165 055 человек — убитыми и пропавшими без вести. Однако «цена потерь» оказалась различной. Британские дивизии состояли преимущественно из слабообученных и малоопытных гражданских призывников, а в германских дивизиях на Сомме воевал кадровый состав. Для Германии эти потери были столь значительными, что она после Соммы и Вердена уже не могла восстановить прежнюю боеспособность и моральный дух войск.
Сомма проявила полное военное и экономическое превосходство войск Антанты. После Соммы, Вердена и Брусиловского прорыва страны Антанты полностью захватили стратегическую инициативу.
Для кампании 1916 года характерны планирование и координация наступательных операций странами Антанты по целям и срокам — впервые в этой коалиционной войне.
По февральскому замыслу и размаху подготовки, операция на Сомме планировалась как операция стратегическая, но уже майский план ставил задачи оперативные.
Предполагался прорыв германской обороны и выход армий союзников на оперативный простор, фактически же имело место продавливание обороны противника.
На Сомме, как и в обороне против наступления Западного фронта на русском ТВД, германские войска продемонстрировали высокие боевые качества в борьбе против значительно превосходящих сил противника.
Для июльско-августовского этапа операции характерна недостаточная согласованность действий между британским и французским командованием.
Операция на Сомме наиболее ярко проявила недостатки жёсткого методического подхода к прорыву укреплённой обороны, господствовавшего в генеральных штабах Франции, Великобритании и России.
Тактическая подготовка французских частей в начале операции оказалась более соответствующей условиям наступления, чем у англичан. Следовавшие за огневым валом налегке французские солдаты быстро достигали германских позиций, в то время как британские солдаты с грузом 30 килограммов каждый, двигались медленно, и их цепи последовательно скашивались пулемётным огнём.
Первое применение танков имело тактический, а не оперативный эффект в силу их разрозненного использования на широком фронте и ряда технических проблем.

### Стратегическое значение
По мнению историков, главное стратегическое значение битвы состояло в том, что германское командование, столкнувшись с трудностями войны на суше, решило усилить атаки подводных лодок против торгового судоходства в Атлантике, что, в свою очередь, побудило США вступить в войну на стороне Антанты.

## Память о битве
В июле 1992 года по инициативе мэрии города Альбера был открыт Музей Битвы на Сомме (фр. Musée Somme 1916). Музей находится на глубине 10 м и протянулся на 250 м. В нём представлена повседневная жизнь солдат Первой мировой войны.
Наблюдатели отмечают, что французская сторона уделяет битве на Сомме намного меньше внимания, чем сражению за Верден. Так, в последний раз высшие руководители Франции принимали участие в мемориальных мероприятиях на Сомме в 1932 году, когда президент Альбер Лебрен принял участие в открытии мемориала в Тьепвале совместно с будущим британским королём Эдуардом VIII.